# Sherwood Foresters

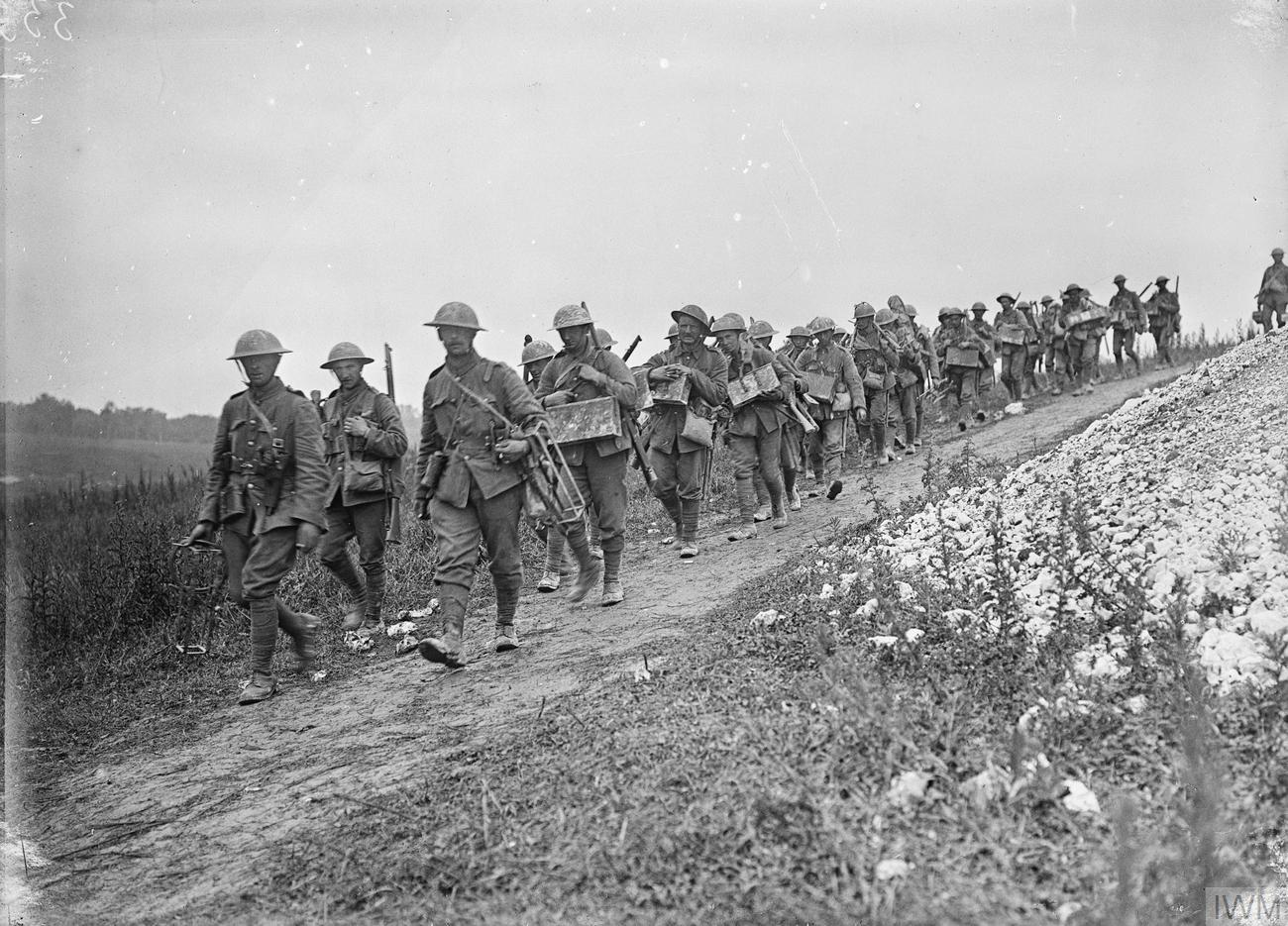
Os Sherwood Foresters durante a Batalha do Somme.

Sherwood Foresters foi um regimento do Exército Britânico formado durante a Childers Reforms em 1881 a partir da fusão do 45th (Nottinghamshire) Regiment of Foot com o 95th (Derbyshire) Regiment of Foot. O novo regimento também incluiu unidades de voluntários de milícias e rifles de Nottinghamshire e Derbyshire.